# Jönssonligan (ishockeykedja)
Jönssonligan var en ishockeykedja i Färjestad BK bestående av spelarna Pelle Prestberg, Jörgen Jönsson och Peter Nordström Jönssonligan var på sin tid Färjestads ledande kedja och var mycket framstående även i boxplay, då med endast Peter Nordström och Jörgen Jönsson.
Namnet är taget från den fiktiva trion Jönssonligan.